# Бабович, Ненад
Не́над Ба́бович (серб. Ненад Бабовић / Nenad Babović; 2 января 1976, Белград) — сербский гребец, выступал за сборные Югославии, Сербии и Черногории, Сербии по академической гребле в середине 2000-х — начале 2010-х годов. Участник летних Олимпийских игр в Афинах, бронзовый призёр чемпионата мира, дважды серебряный и трижды бронзовый призёр чемпионатов Европы, победитель многих регат национального и международного значения.

## Биография
Ненад Бабович родился 2 января 1976 года в Белграде. Активно заниматься гребным спортом начал с раннего детства, проходил подготовку в столичном спортивном обществе «Партизан». Дебютировал на международных соревнованиях в 1995 году в возрасте девятнадцати лет.
Первого серьёзного успеха на взрослом международном уровне добился в сезоне 2004 года, когда вошёл в основной состав сербско-черногорской национальной сборной и благодаря череде удачных выступлений удостоился права защищать честь страны на летних Олимпийских играх в Афинах. Стартовал здесь в программе четвёрок распашных без рулевого лёгкого веса совместно с партнёрами по команде Велько Урошевичем, Гораном Недельковичем и Милошем Томичем — они заняли четвёртое место на предварительном квалификационном этапе, затем показали второй результат в утешительном отборочном заезде, стали пятыми на стадии полуфиналов и попали тем самым в утешительный финал «Б», где финишировали первыми. Таким образом, гребцы Сербии и Черногории расположились в итоговом протоколе соревнований на седьмой строке.
После афинской Олимпиады Бабович остался в основном составе сербской национальной сборной и продолжил принимать участие в крупнейших международных регатах. Так, в 2007 году он побывал на чемпионате Европы в польской Познани, откуда привёз награду серебряного достоинства, выигранную в лёгких распашных четвёрках без рулевого. Год спустя на европейском первенстве в греческом Марафоне вновь стал серебряным призёром в той же дисциплине. Ещё через год добавил в послужной список бронзовые награды, полученные на европейском первенстве в Бресте и на мировом первенстве в Познани.
В 2011 году в четвёрках распашных без рулевого лёгкого веса завоевал бронзовую медаль на чемпионате Европы в болгарском Пловдиве. Последний раз показал сколько-нибудь значимый результат на международной арене в сезоне 2012 года, когда взял бронзу на европейском первенстве в итальянском Варесе. Вскоре по окончании этих соревнований принял решение завершить карьеру профессионального спортсмена, уступив место в сборной молодым сербским гребцам.